# Matag-ob
Matag-ob ou Matagob  (en tagalog : Bayan ng Matag-ob) est une municipalité de la province de Leyte, située dans la région des Visayas orientales, sur l'île de Leyte, aux Philippines.
Lors du recensement de 2020, sa population s'élève à 17 522 habitants.

## Géographie
D'une superficie totale de 104,40 kilomètres carrés, elle est divisée administrativement en 21 barangays : 
- Balagtas
- Bonoy
- Bulak
- Cambadbad
- Candelaria
- Cansoso
- Imelda
- Malazarte
- Mansahaon
- Mansalip
- Masaba
- Naulayan
- Riverside (Poblacion)
- San Dionisio
- San Guillermo (Poblacion)
- San Marcelino
- San Sebastian
- San Vicente
- Santa Rosa
- Santo Rosario
- Talisay (Poblacion)

|                 | Villaba  | Kananga |
| mer des Camotes | Matag-ob | Ormoc   |
| Palompon        |          | Merida  |

## Histoire
La municipalité de Matag-ob est créée en 1957 à partir des barrios de Santo Rosario, Santa Rosa, Balagtas, San Vicente et Mabini, détachés de la municipalité de Palompon.
| 1960 | 1970 | 1975  | 1980  | 1990  | 1995  | 2000  | 2007  | 2010  | 2015  | 2020  |
| ---- | ---- | ----- | ----- | ----- | ----- | ----- | ----- | ----- | ----- | ----- |
| 9226 | 9474 | 11970 | 16401 | 15474 | 17333 | 17527 | 16764 | 17089 | 18373 | 17522 |